# FC 아라우
FC 아라우(FC Aarau)는 스위스 아라우의 축구 클럽으로, 현재 스위스 챌린지리그 소속으로 활동하고 있다.

## 성적
- 스위스 슈퍼리그: 우승 3회 (1912, 1914, 1993)
- 스위스컵: 우승 1회 (1985)
- 스위스 리그컵: 우승 1회 (1982)

## 선수 명단

### 현역
참고: FIFA 자격 규정에 따라 소속된 국가대표팀 국기를 표시합니다. 선수는 복수의 FIFA 비회원국 국적을 가지고 있을 수 있습니다.
| 번호 | 포지션 | 국적         | 이름                |
| ---- | ------ | ------------ | ------------------- |
| 5    | DF     | 가나         | 데이빗 아콰         |
| 7    | MF     | 이집트       | 암르 칼레드         |
| 8    | MF     |              | 올리비에 재클       |
| 18   | MF     | 가나         | 이매뉴얼 에시암     |
| 23   | MF     | 북마케도니아 | 니콜라 그조르그제브 |
| 26   | FW     |              | 소피안 발룰         |

| 번호 | 포지션 | 국적 | 이름          |
| ---- | ------ | ---- | ------------- |
| 47   | MF     | 말리 | 마마두 포파나 |

## 역대 감독
| 감독              | 임기      |
| ----------------- | --------- |
| 베르너 올크       | 1970~1973 |
| 오트마어 히츠펠트 | 1984~1988 |
| 알랭 가이거       | 2002~2003 |
| 안드레 에글리     | 2004~2005 |
| 알랭 가이거       | 2005~2006 |
| 마린코 유렌디치   | 2017~2018 |
| 알렉산더 프라이   | 2023~2024 |